# Thomas Bo Larsen
Thomas Bo Larsen, född 27 november 1963 i Gladsaxe, är en dansk skådespelare. Han är utbildad vid Odense teaterskola. 1997 tilldelades han en Robert för sin roll i filmen Hjältar.

## Filmografi
- 1996 – Pusher
- 1996 – Ont blod
- 1996 – Hjältar
- 1997 – Riket II (TV-serie)
- 1998 – Festen
- 1998 – Vem kysser dig nu?
- 1999 – Kärlek vid första hick
- 2000 – Alldeles i närheten
- 2000 – Blinkande lyktor
- 2002 – Bornholms eko
- 2005 – Dear Wendy
- 2005 – Krönikan (TV-serie)
- 2007 – En man kommer hem
- 2009 – Original
- 2012 – Jakten
- 2015 – Idealisten
- 2016 – Follow the Money (TV-serie)
- 2018–2020 – Advokaten (TV-serie)
- 2020 – En runda till
- 2024 – Jönssonligan kommer tillbaka